# Oxnard
Oxnard – miasto w Stanach Zjednoczonych, w stanie Kalifornia, na wybrzeżu Oceanu Spokojnego, na zachód od Los Angeles. Zamieszkuje je około 209 tys. osób.